# Rockwell International
Rockwell International fue la última empresa fundada bajo la influencia de Willard Rockwell, quien había hecho su fortuna con la invención y comercialización de un nuevo sistema de cojinetes para el árbol de transmisión de los camiones en 1919.
Rockwell International es un conglomerado de empresas que se fueron fusionando a lo largo de su historia. En el principio se fusionaron Rockwell Spring y Axle Company, esta segunda ya era una fusión de varias empresas suministradoras de automovilística, y formaron la Rockwell-Standard, en 1967 se fusionó con North American para formar la North American Rockwell. Después compraron y absorbieron a Miehle-Goss-Dexter, el mayor suministrador de prensas, y Collins Radio un importante suministrador de aviónica. Finalmente se unieron con Rockwell Manufacturing (dirigida por Willard Rockwell Jr.) y formaron la Rockwell International en 1973.

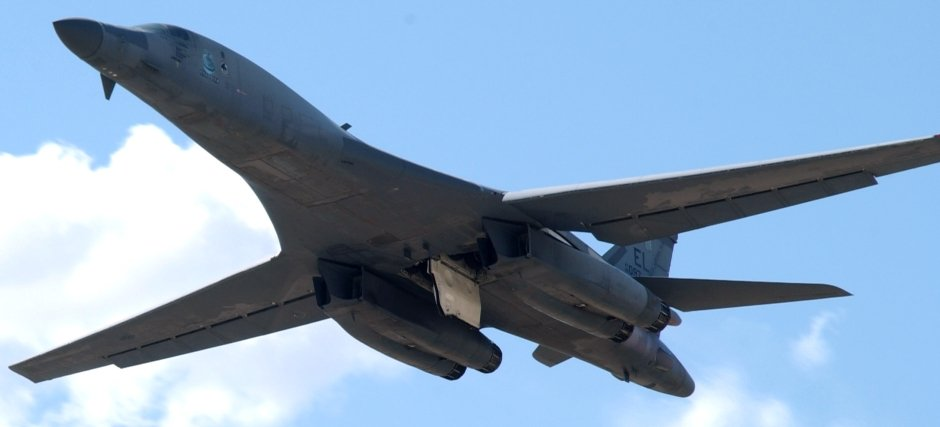
Rockwell B-1B de la Fuerza Aérea de los EE. UU.

Las compañías del conglomerado tenían todas bastante trabajo. North American era la responsable del famoso y espléndido caza de la Segunda Guerra Mundial P-51 Mustang y después del F-86 Sabre durante la guerra de Corea, así como de parte del programa Apolo. Ya bajo el nombre de Rockwell continuaron produciendo el bombardero B-1B Lancer, con ciertas capacidades invisibles y alas de geometría variable. El programa del transbordador espacial ya lo habían empezado con North American y siguieron bajo Rockwell, siendo en 1987 la empresa elegida para construir el transbordador espacial Endeavour, en sustitución del transbordador espacial Challenger, que fue destruido en su décima misión. También tuvieron participación en los satélites del sistema de posicionamiento global o Navstar. Rocketdyne, quien se había separado de North American en 1955 se volvió a unir en 1984 y fabricó los aviones ligeros de negocios anteriormente conocidos como Aero Commander, introduciendo los modelos Commander 112 y 114.
Los aparatos de radio de Collins fueron distribuidas al 80% de las aerolíneas del mundo. También diseñaron y construyeron las radios para la comunicación con el módulo lunar del Apolo y la red de radio de alta frecuencia que permiten comunicación con los aviones militares del ejército de los Estados Unidos por todo el mundo. Los ingenieros de Rockwell diseñaron y construyeron la tercera fase del misil balístico intercontinental Minuteman y el sistema de guía inercial para su navegación. También construyó los sistemas de navegación inercial para la flota de submarinos que lleva misiles balísticos.
Con la muerte de Willard Rockwell en 1978 la compañía acabó vendiendo sus divisiones aeroespacial y de defensa a Boeing incluyendo Rocketdyne en diciembre de 1996. La compañía empezó a separar su división de semiconductores, que se estableció como Conexant, también separó la división de automoción de camiones después llamada Meritor y que más tarde se unió con Arvin Industries para, finalmente, formar Arvin Meritor. Lo que quedó de la compañía se separó finalmente en dos: Rockwell Collins y Rockwell Automation y la Rockwell International desapareció.